# Kahraba
Mahmoud Abdelmonem Abdelhamid Soliman (arabisch محمود كهربا), allgemein bekannt als Mahmoud Kahraba (arabisch محمود كهربا) oder einfach Kahraba (arabisch كهربا) (* 13. April 1994 in Kairo) ist ein ägyptischer Fußballspieler.

## Karriere

### Verein
Seine Karriere begann in der Jugend des ENPPI Club, wo er später auch Teil der U23 wurde. Durch Einsätze im Pokal für die A-Mannschaft kann er sich den Gewinn des ägyptischen Pokals in der Saison 2010/11 zurechnen. Zur Saison 2011/12 stieß er fest in die erste Mannschaft vor. Dort spielte er zwei Spielzeiten und wurde im August 2013 bis Ende März 2014 an den FC Luzern in die Schweiz verliehen. Bis Ende 2014 wurde er zu den Grasshoppers nach Zürich verliehen. Nach der Saison 2014/15 verließ er dann seinen einstigen Jugend-Klub und schloss sich dem Al Zamalek SC an, mit welchem er den Pokal gewann diesen mit s. Hier stand er in der Saison 2015/16 im Kader und gewann mit der Mannschaft erneut den Pokal. Danach wurde er für zwei Jahre nach Saudi-Arabien an den Ittihad FC verliehen, wo er den Crown Prince Cup in der Saison 2016/17 sowie den King Cup in der Folgesaison gewann. Die Saison 2018/19 spielte er erneut für Zamalek und gewann den CAF Confederation Cup. Bis Anfang 2020 spielte er in Portugal bei Deportivo Aves. Zurück in Ägypten, beim Al Ahly SC aktiv, gewann er in der Saison 2019/20 seine erste Meisterschaft und die CAF Champions League. In der Saison 2020/21 gewann er mit seinem Team noch einmal den CAF Super Cup.

### Nationalmannschaft
Einsätze in der Nationalmannschaft seines Landes konnte er bereits ab der U17 bestreiten. Hierunter fällt auch die Teilnahme am U-17-Afrika-Cup 2011. Mit der U20 gewann er den Afrika-Cup 2013 im Finale über Ghana, wo er über die komplette Spielzeit eingesetzt wurde. Dadurch qualifizierte sich seine Mannschaft auch für die U20-Weltmeisterschaft 2013, wo er auch in jedem Spiel der Gruppenphase spielte. Seine letzte Station in den U-Mannschaften war die U23 wo er am Afrika-Cup 2015 teilnahm.
Seinen ersten Einsatz für die A-Mannschaft bekam er am 10. September 2013 in der Qualifikation für die Weltmeisterschaft 2014 bei einem 4:2-Sieg über Guinea. Hier wurde zur zweiten Halbzeit für Ahmed Eid Abdel Malek eingewechselt. Nach einigen weiteren Freundschafts- und Qualifikationsspielen war sein erstes Turnier der Afrika-Cup 2017 und kam er ab dem zweiten Spiel Gruppenspiel in der jeder Partie zum Einsatz, verpasste das Finale jedoch aufgrund einer Gelbsperre. Bei der Weltmeisterschaft 2018 kam er in jeder Partie der Gruppenphase auf ein paar Minuten Einsatzzeit. Nach einer längeren Pause hatte er im November 2019 zwei Einsätze über die kompletten 90 Minuten.